# The Trial
Pour les articles homonymes, voir Trial (homonymie).
Pistes de The Wall
Stop Outside the Wall
The Trial est une chanson du groupe de rock progressif britannique Pink Floyd et apparaît sur l'album The Wall sorti en 1979.
Dans cette chanson, qui emprunte aussi bien à une sorte d'opéra délirant qu'à l'utilisation massive et assumée d'un orchestre symphonique, Pink met en scène son propre procès, après s'être rendu compte de cette folie qui l'a amené dans un discours fasciste et oppresseur (In the Flesh, Waiting for the Worms).

## Analyse des paroles
Couronnant donc son aliénation mentale, The Trial représente l'acmé et la conclusion de l'album et de l'histoire de Pink. Ce dernier fait intervenir avant tout un avocat grotesque, flagorneur et terrifiant, qui accuse Pink d'avoir fait preuve « de sentiments de nature presque humaine ». L'avocat appelle à la barre le professeur de Pink, celui d'Another Brick in the Wall (Part II), qui accuse copieusement le personnage central, qui n'est plus qu'une poupée de chiffon sans visage et impuissante, maltraitée par ces figures cauchemardesques dessinées par Gerald Scarfe (images visibles dans le film). Vient ensuite l'épouse de Pink, représentée comme une mante religieuse, qui accable ce dernier, puis apparaît la mère de Pink, surprotectrice, étouffant son fils. Le juge apparaît alors, sous la forme d'un postérieur humain grimé en magistrat et parlant par son anus. De ses dents monstrueuses et recrachant ordures sur ordures, il conclut tout le procès en déclarant Pink coupable et en le condamnant à abattre son mur (tear down the wall!). On entend à la fin du morceau l'effondrement du mur, accompagné d'un cri de douleur.
Morceau complètement délirant, touchant au morbide et à l'introspection douloureuse, The Trial est donc en même temps le moment où Pink atteint le paroxysme de sa folie et de son enfermement mais aussi la délivrance inespérée qui détruit le mur. The Trial récapitule à peu près tout ce qui aliénait Pink (son enfance étouffée par sa mère, le système scolaire oppressant, les relations conflictuelles avec sa femme, son statut de rock star inaccessible) et provoque une libération déchirante, à l'image de ce cri final, mais qui permet au héros de voir ce qu'il y a derrière le mur.

## Composition
Assez complexe dans sa composition, cette chanson laisse la plupart du temps la place à la voix de Roger Waters, qui incarne plus ou moins les différents personnages, avec des intonations de voix caricaturales pour souligner l'aspect délirant et irréel de la scène. Le refrain fait intervenir un chœur de femmes, renforçant l'aspect tribunal et publique de cette auto-condamnation. La fin fait se superposer un orchestre dynamique proche de l'opéra, la guitare massive de David Gilmour et des centaines de voix criant tear down the wall, comme un gigantesque slogan de stade ou de meeting, puis le mur s'écroule et la musique de Outside the Wall se fait entendre en fondu.
Alors que la majorité des chansons de l'album ont été écrites par Roger Waters, qui a très longuement travaillé sur le concept, les paroles et la musique, ce morceau existe grâce à la contribution de Bob Ezrin, producteur du disque mais aussi musicien qui a apporté les rares côtés « classiques » que comporte The Wall, avec l'aide du compositeur américain Michael Kamen pour les arrangements orchestraux. Ce morceau est le seul de l'album à être aussi complexe et travaillé, autant dans les voix que dans l'orchestration, tout le reste de The Wall étant écrit de façon à être joué par le groupe seul (guitare/basse/percussions/claviers), même si, sur scène, pendant la courte tournée, le concept imaginé par Waters incluait un deuxième quatuor identique sur scène, pour souligner l'aspect fantoche du rock'n'roll system et aussi permettre physiquement de tenir les deux longues heures que durait la représentation de l'œuvre intégrale.

## Personnel
- Roger Waters : chant
- David Gilmour : guitares, basse
- Nick Mason : batterie, percussions
- Bob Ezrin : orchestration
- Michael Kamen : orchestration
- Bruce Johnston, Toni Tennille, Joe Chemay, John Joyce, Stan Farber Jim Haas : chant
- New York Orchestra : cuivres

## Liens
- Site officiel de Pink Floyd
- Site officiel de Roger Waters
- Site officiel de David Gilmour